# Диліжанс

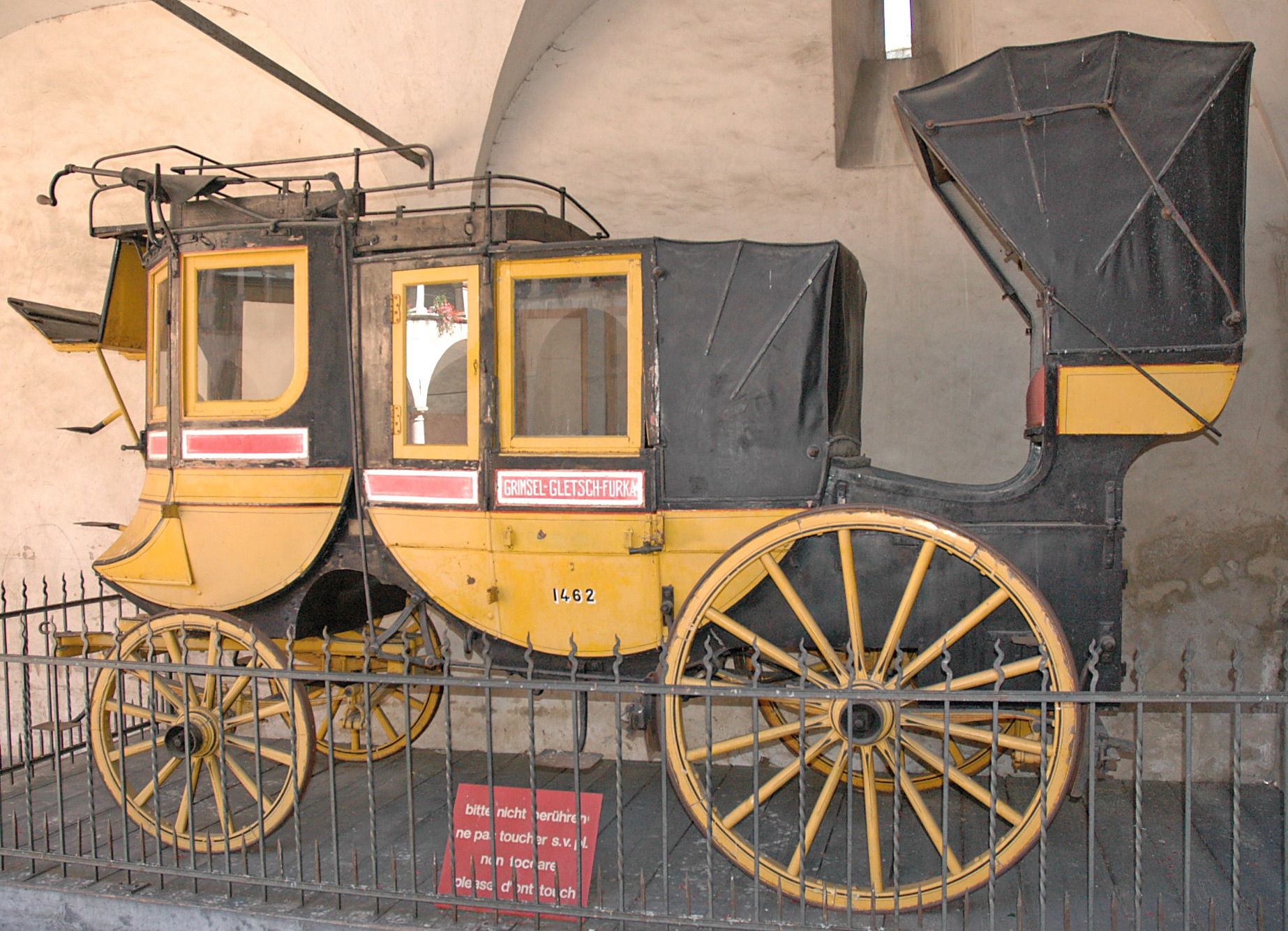
Диліжанс в Швейцарії

Диліжа́нс — вид чотириколісного пасажирського або поштового транспортного засобу на жорсткій підвісці, який тягнула четвірка коней, що широко використовувався перед введенням залізничного транспорту.
Диліжанси вперше з'явилися на Британських островах в XVI столітті, а згодом поширилися в Сполучених Штатах. Дещо раніше для обслуговування пасажирів диліжансів по всій Європі відкрилися заїжджі двори. Королівські поштові диліжанси прискорили удосконалення дорожньої системи на Британських островах за допомогою створення системи платних доріг. Також диліжанси були дуже важливими при колонізації Північної Америки.
Відомі зображення диліжансів Британської Королівської пошти, диліжанси часів Дікенса на заїжджому дворі, захоплення диліжансів розбійниками та індіанцями в американських вестернах.
У Києві з рухом диліжансів пов'язана поштова станція на Поштовій площі.